# Корополи
Коро̀поли (на италиански: Corropoli) е градче и община в Южна Италия, провинция Терамо, регион Абруцо. Разположено е на 132 m надморска височина. Населението на общината е 5002 души (към 2010 г.).